# كركندات بحرية
الكركندات البحرية (الاسم العلمي Achelata) هي تحت رتبة من القشريات عشريات الأرجل،
والتي تنتمي إليها الكركندات البحرية (جرادات البحر الشائكة)، التي تتميز عن جرادات البحر العادية
بمروحتها الذيلية العريضة، لأفراد هذه المجموعة صدرأس أسطواني تقريبًا وبطن جيد النمو ومنبسط،
أرجلها ملقطية لكن الملقط الأول منها صغير في معظم الأنواع.